# Peter C. Simon
Peter Cezary Simon (* 4. Oktober 1969 in Częstochowa, Polen) ist Künstler und Komponist.

## Leben und Werk
Nach seiner Jugend in Polen emigrierte er 1983 nach Deutschland, absolvierte im Ruhrgebiet sein Abitur und studierte bis 1995 Physik und Elektrotechnik an der Ruhr-Universität Bochum. Nebenher entstanden erste Experimente mit Super-8- und 16-mm-Filmen, die mit selbst komponierter Musik unterlegt wurden. Beeinflusst von Noise- und Industrial-Bands (wie zum Beispiel Throbbing Gristle) gründete er die Band Simulation, die von 1993 bis 1996 bestand und mit der er zahlreiche Bühnenauftritte absolvierte.
Von 1995 bis 2000 studierte er Medienkunst an der Kunsthochschule für Medien Köln bei David Larcher, Fabrizio Plessi, Siegfried Zielinski und Hans-Ulrich Reck. Er arbeitete mit Film, Video und Klang und verband die unterschiedlichen Medien in skulpturalen, installativen, interventionistischen und konzeptuellen Arbeiten.
Bei seinen installativen und skulpturalen Klangarbeiten liegt der Schwerpunkt immer auf dem Raum, der Spuren und Erinnerungen in sich aufgenommen hat und mittels Klang an den Betrachter weitergibt.
Zu seinen installativen Projekten gehören Tin Roof (in der Sammlung des Medienmuseums am Zentrum für Kunst und Medientechnologie (ZKM)), Absence, eine Klangskulptur für das Skulpturenmuseum Marl, und Traverse Frequenz (mit Peter Kiefer), eine Installation in der Deutzer Brücke Köln zur Brückenmusik X.
Er ist freier Autor für das Studio Akustische Kunst, WDR Köln und hat 2004 in Kooperation mit C-Schulz das Stück Swiete Drogi („Heilige Wege“) über die polnische Karwoche komponiert. Die Klangkomposition Lügen haben keine Beine für das Studio Akustische Kunst, WDR Köln entstand 2007.
Peter C. Simon ist Mitbegründer der Künstlergruppe LMS mit Jörg Lindemaier und Anthony Moore. Mit LMS entsteht die mehrkanalige Klangkomposition Continuity Illusions, die 2003 auf den Wittener Tage für Neue Kammermusik präsentiert wird. In dieser Konstellation entsteht auch das Turing-Project im Jahr 2005, das im selben Jahr sowohl im Studio für Akustische Kunst als auch in der Galerie Rachel Haferkamp, Köln gezeigt wird.
Ausstellungen seiner Arbeiten als Klangkünstler wurden vom Skulpturenmuseum Glaskasten Marl, Bauhaus-Archiv Berlin, Kunsthalle Mucsarnok Budapest, Taipei Fine Arts Museum Taiwan und der und SoundART COLOGNE präsentiert.
Seine Experimentalfilme und Videos wurden auf zahlreichen internationalen und nationalen Festivals und Ausstellungen gezeigt (u. a. WRO 07 Biennale, Wrocław, Museo Nacional Reina Sofia Madrid, Kunstfilmbiennale Köln, Rencontres Internationales Paris/Berlin Festival, Images Festival Toronto, European Media Art Festival Osnabrück, Folkwang Museum Essen, Filmfest München, Image Forum Tokyo).
Mit Freya Hattenberger ist Peter C. Simon Gründungsmitglied der Band Les Éclairs. Ihr Ansatz ist es, den Prozess der Klangerzeugung als Performance zu verstehen, anstatt ein „normales“ Konzert zu geben. In evokativen Aktionen erscheint ihre Musik wie ein Trip durch zerbrochene Klangbilder, geräuschhafte Soundscapes, begleitet vom manchmal träumerisch wirkenden, manchmal unheimlich klingenden Einsatz menschlicher Stimme.
Während ihrer Performances verschmelzen vor Ort-Improvisationen mit bereits arrangierten Akkorden. Selbst gebaute Elektronik, Alltagsgegenstände und Unterwegs-Gefundenes werden ebenfalls als Instrumente eingesetzt. Indem sie akustische Ereignisse loopen und überlagern, erforschen Les éclairs die Poesie des Augenblicks am Rande von Feedback und Verzerrung. Jeder Auftritt von Les éclairs ist eine situationistische Reflexion auf den Kontext der Aufführung.
Peter C. Simon lebt und arbeitet in Köln.

## Ausstellungen
- 2012 Bilder gegen die Dunkelheit. Videokunst aus dem Archiv des imai im KIT, Kunst im Tunnel, Düsseldorf